# カラパナ (ロックバンド)
カラパナ (Kalapana) は、ハワイ出身のロックバンドである。ハワイアンAORの代表的バンドとして日本でも人気を博す。

## 経歴
1973年、マラニとDJが組んでいたバンドにマッキーとカークが加入し、カラパナとなる。1975年に、デビュー・アルバム『Kalapana（邦題:「ワイキキの青い空」）』からのリカット・シングル「Nightbird」がヒットを放ち、カラパナの存在はアメリカ本土でも知られることとなる。翌年には、2作目のアルバム『Juliette（邦題:愛しのジュリエット）』もヒットする。この頃には日本でも広く紹介され、今に至るまで度々来日する様になる。
しかし、セカンド・アルバムのリリースと同時に、バンドの要であるマッキーが脱退。これにより、バンドのスタイルがフュージョン色をより強く帯びたものとなるが、当時の流行も相まって人気は高まっていった。1977年には、中野サンプラザで初来日公演を果たす。
その後は、活動拠点をアメリカ本土に移して活動するも、メンバーチェンジが激しく、各々のソロ活動もあって、バンドは自然に活動休止状態になる。1983年にマッキーが復帰してツアーを行うが、一時的なものに過ぎなかった。
3年後の1986年、マッキーのソロ活動のサポートメンバーだった日本人ベーシストのケンジと、新たにカークに代わるキーボーディストとしてゲイロードが加入し、翌1987年には日本のポニーキャニオンと契約を結ぶ。1990年代に入っても、度々アルバムをリリースし第一線で活動を続けるが、1999年にマッキーがドラッグの乱用により獄中で自殺してしまう。マッキーの死は残されたマラニ、DJ、ケンジ、ゲイロードの4人にとって衝撃的なものであったが、現在も精力的に活動している。

## 音楽性
マラニとマッキーの2人がボーカルを採り、バンドの中心でもある。マラニはロコ・サウンドを比較的残しており、マッキーは都会的なメロディーが特徴。ハワイ出身のバンドだがハワイアンよりアメリカの西海岸的な要素が強い。

## メンバー
現メンバー
- マラニ・ビリュー（ボーカル&ギター）1973年-2018年 オリジナルメンバー。2018年12月28日、死去。
- D・J・プラット（リードギター）1973年- オリジナルメンバー。2021年９月７日、死去　享年66歳
- ケンジ・サノ（ベース）1986年-
- ゲイロード・ホロマリア（キーボード）1986年-

元メンバー
- マッキー・フェアリー（ボーカル&ギター） 1973年-1977年、1983年-1999年 オリジナルメンバー。1999年2月20日、死去
- カーク・トンプソン（ボーカル&キーボード） 1973年-1980年頃 オリジナルメンバー。

## ディスコグラフィー
- 1975年 Kalapana
- 1976年 Kalapana II
- 1977年 Kalapana III
- 1977年 Many Classic Moments(Original Sound Track)
- 1978年 In Concert
- 1978年 North Bound
- 1980年 Hold On
- 1981年 Alive At Yokohama
- 1986年 Hurricane
- 1987年 Lava Rock
- 1990年 Back In Your Heart Again
- 1991年 Kalapana Sings Southern All Stars  サザンオールスターズの曲を英語でカバー
- 1991年 グレイテスト・ヒッツ～波の数だけ抱きしめて　同名映画とのコラボレーション盤、日本のみリリース
- 1992年 The Best Of:vol.1
- 1992年 Walk Upon The Water
- 1993年 Full Moon Tonight 　　杉山清貴がコーラスで参加、ボビー・コールドウェルの曲をカバー
- 1994年 Kalapana ... Reunion
- 1995年 Greatest Hits
- 1996年 Captain Santa Island Music
- 1997年 The Very Best Of Kalapana
- 2002年 Blue Album
- 2007年 Many Classics Kalapana Plays Their Best